# Triga

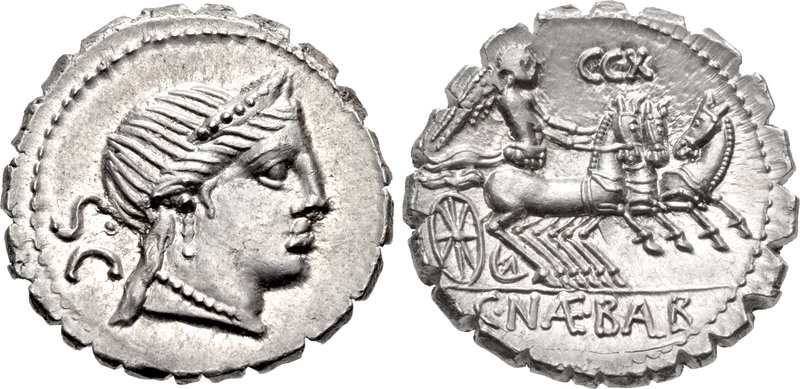
Römischer Denarius mit Triga, um 79 v. Chr.

Eine Triga (deutsch Dreigespann) ist ein antiker römischer Streitwagen mit drei nebeneinander gespannten Pferden.  Trigae wurden auch für Wagenrennen eingesetzt. Ein Trigarium war eine Trainingsstätte für Wagenrennen.

## Anspannung
Die Anspannung ist ähnlich wie bei einer Quadriga, nur dass eines der beiden seitlichen Nebenpferde fehlt. 
Zwei Stangenpferde ziehen über ein Joch die Deichsel. Ein Nebenpferd zieht an Strängen. Es geht links oder rechts vom Jochpferdepaar, es ist also asymmetrisch angespannt. Bei einem Kriegswagen war das Nebenpferd meist links angespannt, bei Rennwagen lief das Nebenpferd dagegen auf der rechten Seite.
Die Stangenpferde heißen Jugales nach dem Joch, die Nebenpferde werden nach den Zugsträngen Funali genannt. Die Zugstränge bestanden meist aus Hanfseilen, wie sie auch heute noch bei der ländlichen Anspannung verwendet werden. 
Das Geschirr bestand aus einem Halsriemen zum Ziehen (wie ein Kumt) und einem Bauchgurt, der das Joch trägt. Das Joch war mit einem Ring beweglich an der Deichsel befestigt. Halsriemen und Bauchgurt sind oft noch mit einem Sprungriemen, der vom Bauchgurt zwischen den Vorderbeinen zum Halsriemen verläuft, verbunden. Das Geschirr, insbesondere der Halsriemen der Stangenpferde, war breiter und schwerer gearbeitet als das der Nebenpferde.